# Luciobarbus
Luciobarbus – rodzaj słodkowodnych ryb z rodziny karpiowatych (Cyprinidae). Niektóre gatunki są hodowane w akwariach.

## Taksonomia
Rodzaj ten był przez długi czas połączony z rodzajem Barbus. W wyniku rewizji systematycznej został wyodrębniony do rangi osobnego rodzaju.

## Klasyfikacja
Gatunki zaliczane do tego rodzaju:
- Luciobarbus aspius
- Luciobarbus bocagei
- Luciobarbus brachycephalus – brzana aralska[2]
- Luciobarbus capito – bułat[3]
- Luciobarbus caspius – brzana kaspijska[4]
- Luciobarbus comizo – brzana iberyjska[4]
- Luciobarbus escherichii
- Luciobarbus esocinus
- Luciobarbus graecus
- Luciobarbus graellsii
- Luciobarbus guiraonis
- Luciobarbus kersin
- Luciobarbus kosswigi
- Luciobarbus kottelati
- Luciobarbus lydianus
- Luciobarbus microcephalus
- Luciobarbus mursa
- Luciobarbus mystaceus
- Luciobarbus pectoralis
- Luciobarbus pergamonensis
- Luciobarbus sclateri
- Luciobarbus steindachneri
- Luciobarbus xanthopterus

Gatunkiem typowym jest Luciobarbus esocinus.

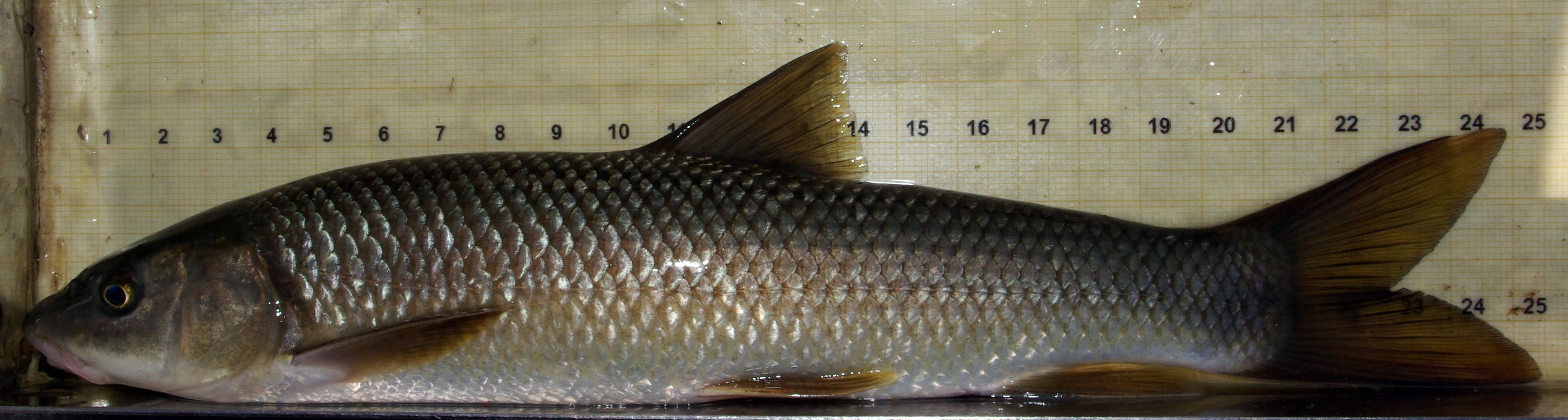
Luciobarbus bocagei
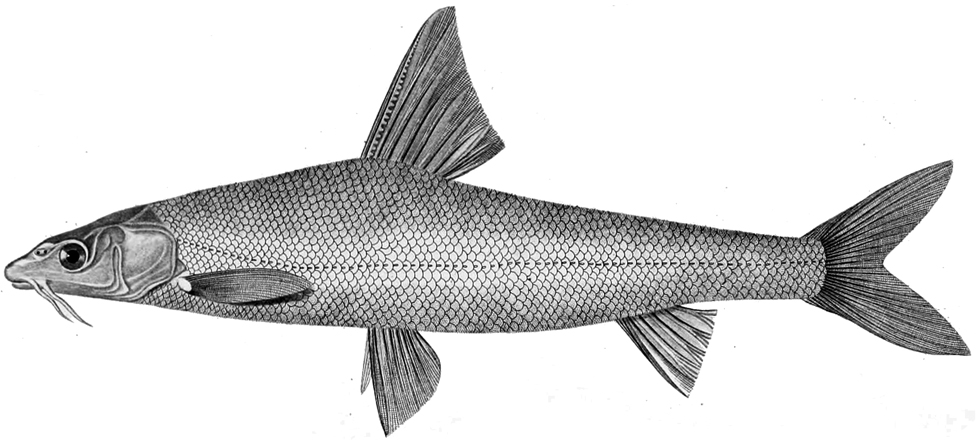
Luciobarbus brachycephalus
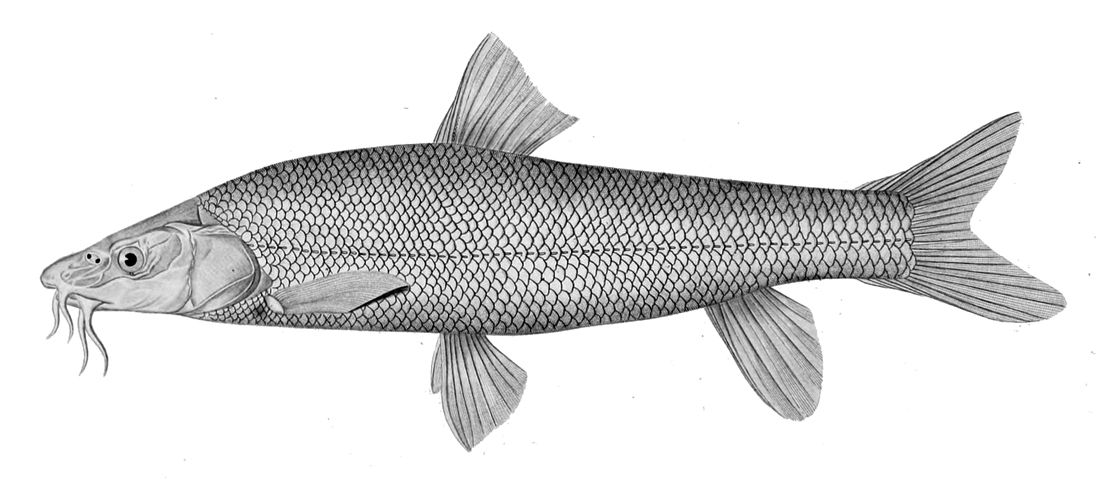
Luciobarbus capito
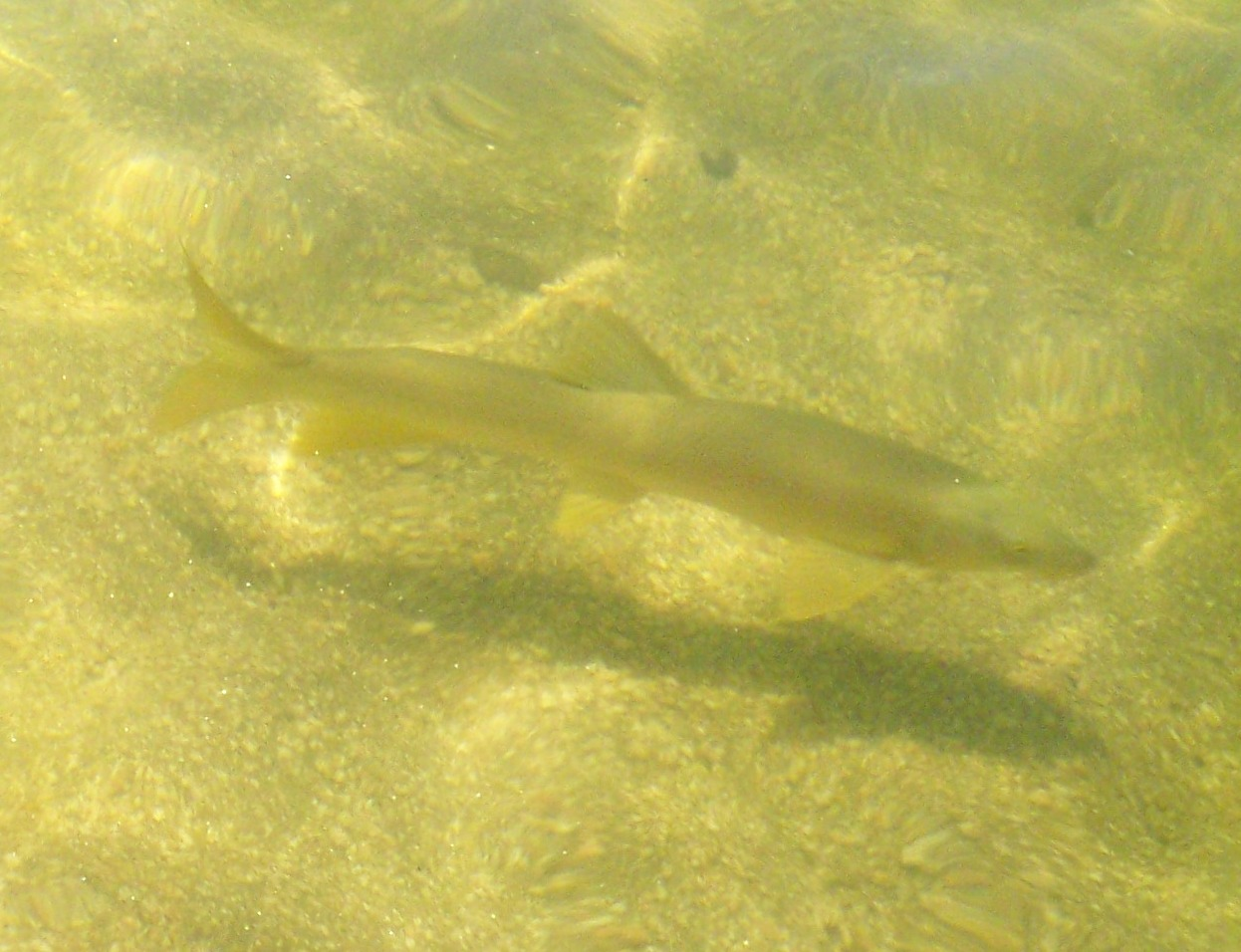
Luciobarbus comizo
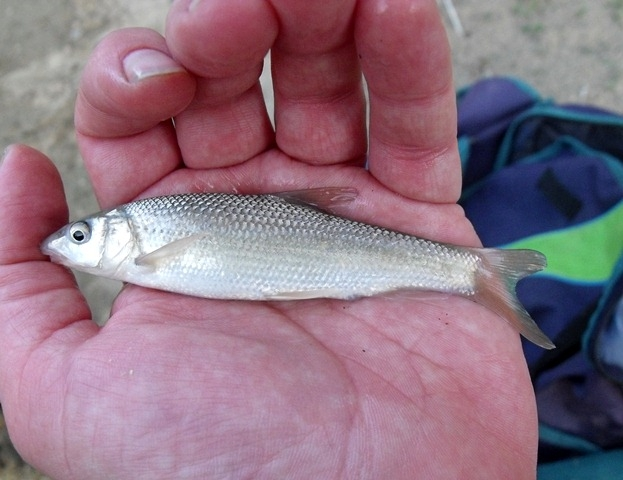
Luciobarbus graellsii
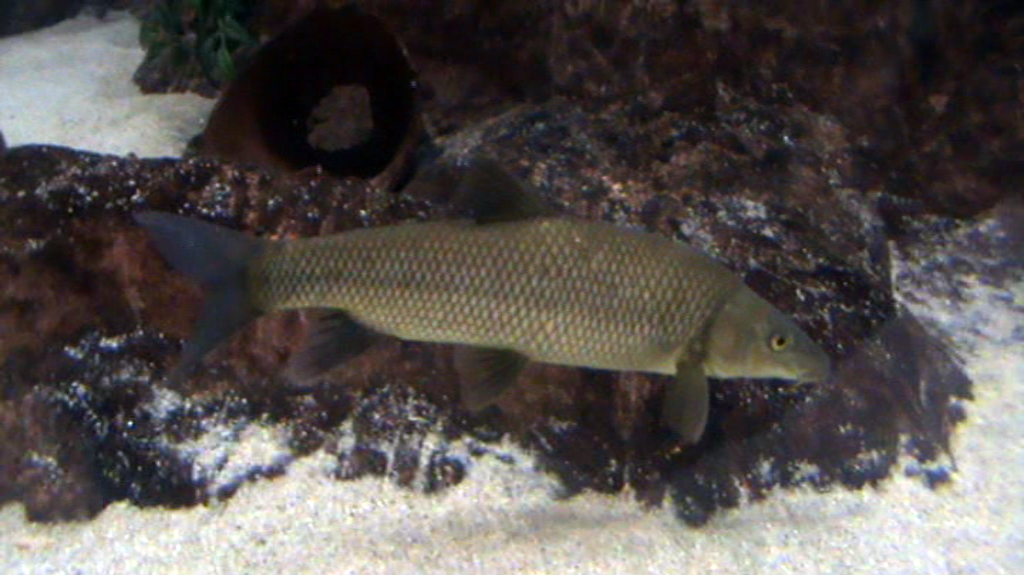
Luciobarbus microcephalus